# Чувствуя Миннесоту
Чу́вствуя Миннесо́ту (англ. Feeling Minnesota) — американский фильм 1996 года, снятый в жанре романтической комедии.
Теглайн: «Как только она встретила мужчину своей мечты, пришёл её муж, чтобы всё разрушить» (англ. Just when she met the man of her dreams, along came her husband to ruin everything).
Название фильму дано по тексту песни англ. Outshined (1991) группы «Soundgarden» — «Я выгляжу, как калифорниец, но чувствую себя парнем из Миннесоты» (англ. I'm looking California, and feeling Minnesota).

## Сюжет
Фредди, бывшая стриптизёрша, выходит замуж за Сэма, отдавая таким образом долг хозяину ночного клуба, Реду. Но влюблена она вовсе не в Сэма, а в его брата Джейджекса. Поэтому влюблённые сбега́ют прямо со свадьбы, прячутся и вызывают полицию. Но находит их вовсе не полиция, их шантажируют, а вскоре Сэм ранит Фредди, выставляя дело так, что это совершил Джейджекс.
Джейджексу удаётся скрыться от полиции, а Сэм изливает душу официанту в кафе, а чуть позже убивает Реда, когда тот начинает ему угрожать. Теперь Сэм пытается уничтожить Джейджекса и Фредди (она пришла в себя после ранения, отлежавшись в гостинице), но тем удаётся застрелить его в порядке самообороны.
Проходит несколько месяцев, и Джейджекс находит Фредди в Лас-Вегасе, где влюблённые воссоединяются.

## В ролях
- Киану Ривз — Джейджекс Клейтон
- Камерон Диас — Фредди Клейтон
- Винсент Д’Онофрио — Сэм Клейтон
- Аарон Метчик — Сэм Клейтон в молодости
- Тьюсдей Уэлд — Нора Клейтон
- Левон Хелм — продавец Библии
- Делрой Линдо — Рэд
- Дэн Эйкройд — детектив Бен Костикян
- Кортни Лав — Ронда
- Майкл Рисполи — управляющий гостиницы
- Арабелла Филд — жена управляющего гостиницы
- Джон Линч — полицейский
- Макс Перлич — клерк

## Премьерный показ в разных странах
| - США, Канада — 13 сентября 1996 - Испания — 26 сентября 1996 - Гонконг — 3 октября 1996 - ЮАР — 11 октября 1996 - Австралия — 7 ноября 1996 - Франция — 13 ноября 1996 - Великобритания — 6 декабря 1996 - Финляндия — 1997 (выход на видео) | - Португалия — 28 февраля 1997 - Южная Корея — 1 марта 1997 - Польша — 14 марта 1997 - Япония — 15 марта 1997 - Турция — 25 июля 1997 - Венгрия — 7 августа 1997 - Мексика — 7 ноября 1997 |